# Conlaède de Kildare
Saint Conlaède de Kildare (vieil irlandais : Conláed ; Irlandais moderne : Naomh Connlaodh ; anglais : Conleth), également Conlaeth ; Conlaid ; Conlaith ; Conlath ; Conlian, Hugh the Wise, est un ermite et métallurgiste irlandais, qui aurait également été copiste et enlumineur de manuscrits. Il serait originaire de la région de Wicklow. Il est considéré comme le premier évêque de Kildare.

## Hagiographie
Ouvrier métallurgiste qualifié en or et en argent, Conlaède vivait en ermite à Old Connell (en) au bord de la rivière Liffey, près de Newbridge. Sa réputation grandit d'homme saint, doté du don de prophétie.
Il rencontra sainte Brigitte qui l'invita à fabriquer des objets sacrés pour sa fondation. Petit à petit, une communauté de moines s'est formée autour de lui qui, sous sa direction, se montra experte dans la fabrication de beaux calices et autres objets métalliques nécessaires aux offices. Ils s'adonnèrent également à l'écriture et à l'ornementation de missels, d'évangéliaires et de psautiers.
Dans le prolongement, Brigitte lui demanda de devenir le pasteur de la population avoisinante, et c'est ainsi qu'il est devenu le premier évêque de Kildare, officiellement institué en 490. Le diocèse se constitua avec un travail en commun et l'édification d'une église.
Conlaède se décida tardivement pour un pèlerinage à Rome, mais quand il voulut traverser une forêt du Leinster, il fut dévoré par une meute de loups. La tradition propose la date du 4 mai 519. 
D'abord enterré à proximité, sa dépouille fut déplacée en 799 à la cathédrale de Kildare auprès de celle de sainte Brigitte. Puis ses reliques furent finalement déposées au cimetière de Connell à Newbridge en 835 pour les protéger des envahisseurs vikings.  

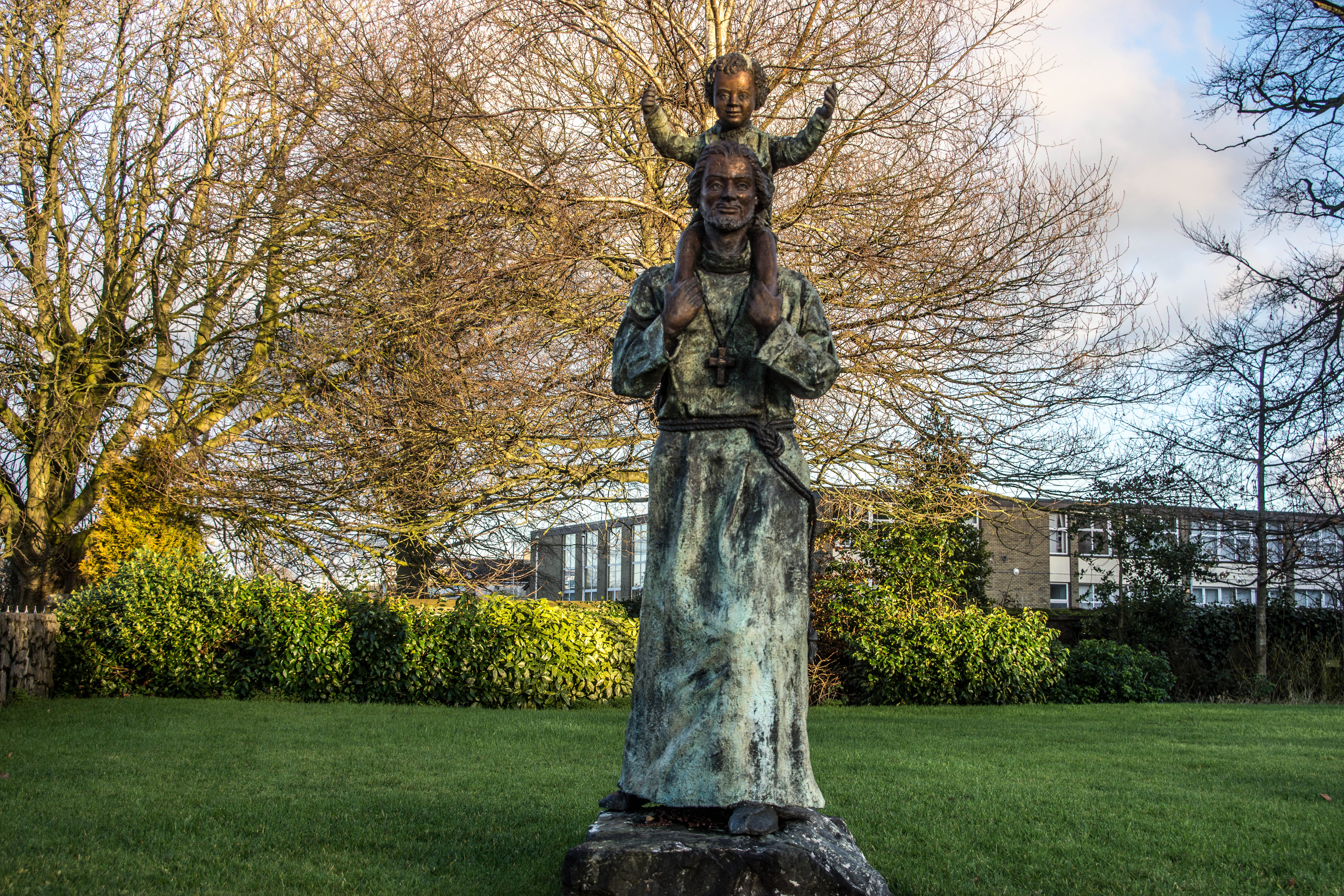
Statue en bronze de saint Conlaède portant sur ses épaules un enfant tenant à l'origine une croix de sainte Brigitte, église paroissiale Saint-Conleth de Newbridge.

## Vénération
Conlaède est le saint patron de la paroisse catholique romaine de Saint Conlaède, qui comprend Newbridge et ses environs. Old Connell, l'emplacement de la cellule d'origine de Conlaède, transformé en cimetière, se situe dans les limites de la paroisse. 
En 2019, le pape François a rendu hommage à Conlaède à l'occasion du 1500e anniversaire de sa mort.  
Le jour de fête de Conlaède est le 4 mai. Chaque année, le dimanche suivant la Saint-Conlaède, un pèlerinage a lieu de l'église paroissiale de Newbridge à Old Connell, à environ trois kilomètres de la ville.

## Héritage
Le St. Conlaède's College est situé à Dublin.  
Son histoire et sa communauté sont brièvement décrites dans A Book of Cornwall de Sabine Baring-Gould (maintenant dans le domaine public), dans lequel son nom est orthographié « Conlaeth ». 